# Jursan Amir

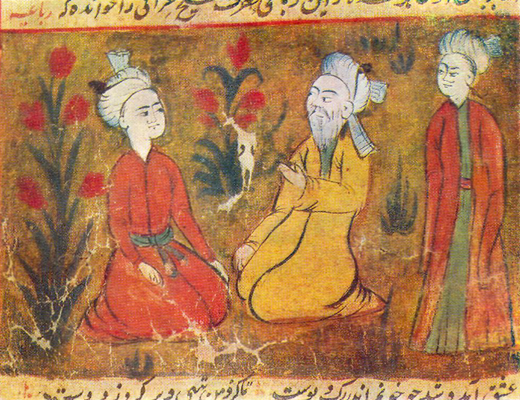
Amir Khusrow enseñando a sus discípulos; miniatura de un manuscrito de Majlis Al-Usshak por Husayn Bayqarah.

Ab'ul Hasan Yamīn ud-Dīn Khusrow (1253–1325 CE) hindi अमीर खुसरो, (urdú: ابوالحسن یمین‌الدین خسرو);, conocido como Amīr Khusrow (también Jursan Amir, Khusrau, Khusro) Dehlawī (que significa Amir Khusrow de Delhi) (urdú: امیر خسرو دہلوی) fue un músico sufí, destacado poeta y estudioso. Un polímata una figura icónica en la historia de la cultura del subcontinente indio. Un místico y discípulo espiritual de Nizamuddin Auliya de Delhi. Amīr Khusrow no sólo fue un gran poeta sino también un músico prolífico durante el sultanato de Delhi, de quien se dice fue el inventor de la cítara y de la tabla. Principalmente escribió poesía en idioma persa, aunque también en hindavi. A menudo se le atribuye la autoría de un vocabulario en verso denominado el Ḳhāliq Bārī, que contiene términos en árabe, persa, y hindavi.
Es considerado el "padre del Qawwali" (la música devota de los sufís en el subcontinente indio). Introdujo el estilo Ghazal al canto en India. Estas tradiciones han permanecido vivas en la India y Pakistán hasta el siglo XXI. También se la crédito por haber enriquecido la música clásica de la India con la introducción de elementos persas, árabes y túrquicos y haber sido el creador de los estilos de música khayal y tarana.
Músico y estudioso, Amir Khusrow fue tan prolífico en la producción de letras de canciones como también en prosas elaboradas; además emulaba con facilidad todos los estilos de poesía persa de la Persia medieval, desde las qasidas de Khāqānī al khamsa  de Nizami. Utilizaba solo 11 esquemas de métrica con 35 divisiones características. Las formas de verso que escribió incluyen Ghazal, Masnavi, Qata, Rubai, Do-Beti y Tarkibhand. Su contribución al desarrollo del g͟hazal, aunque es poco utilizada en la India, es de importancia especial.

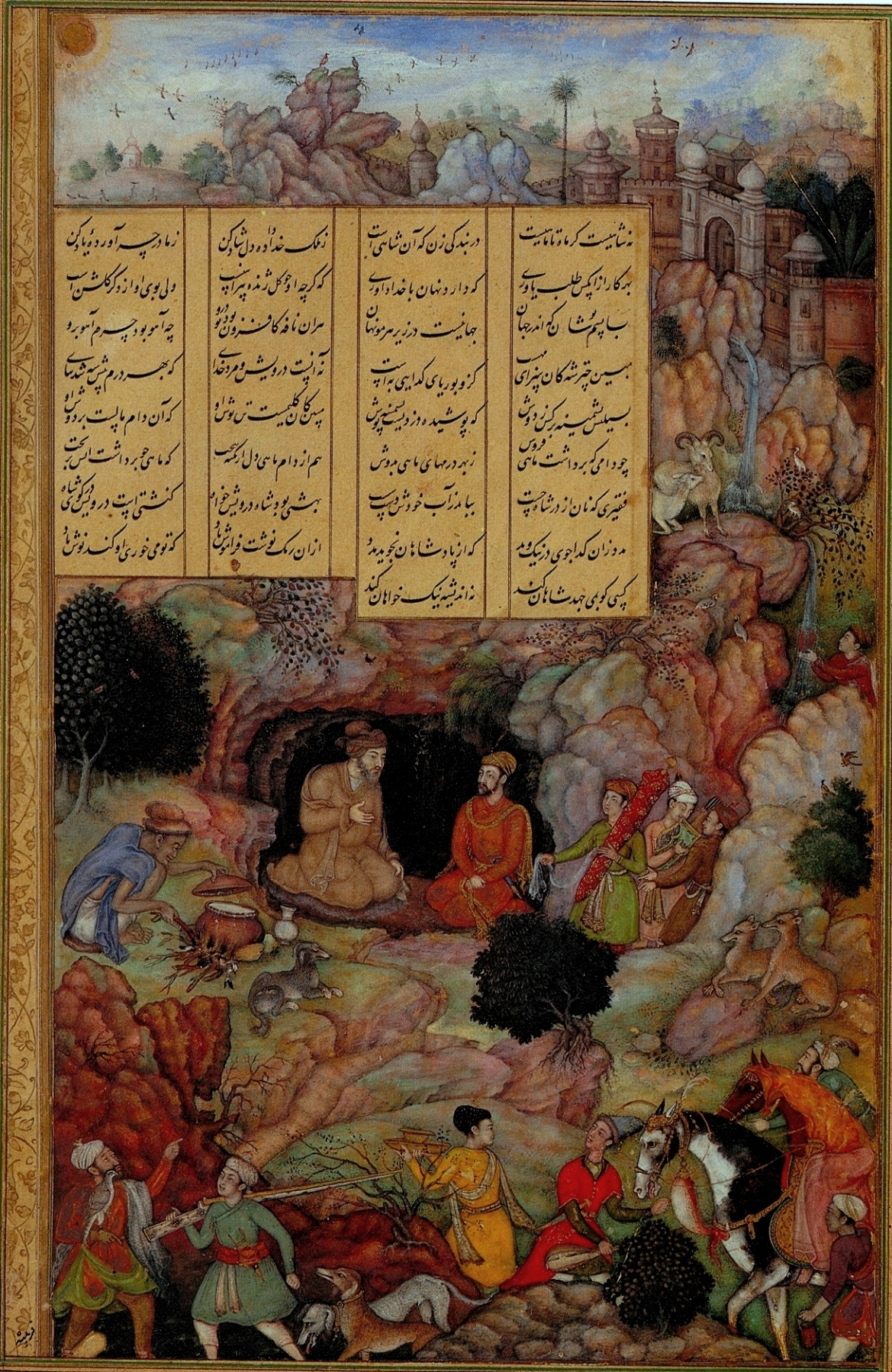
Alejandro Magno visita al Sabio Platón, del Khamsa de Amir Khusro.

## Comienzos
Amīr Khusrow nació en Patiyali en Etah Uttar Pradesh. Su padre fue Amīr Sayf ud-Dīn Mahmūd, era un oficial túrquico y miembro de la tribu Lachin de Transoxania, que pertenecían a su vez a los Kara-Khitai. Su madre era la hija de Rawat Arz, el famoso ministro de guerra de Balban, y pertenecía a la tribu Rajput de Uttar Pradesh.

### Vida y carrera
Amir Khusro fue hijo de Amir Saif-ud-Din Mehmood, un túrquico de Lacheen Hazara. A causa de la invasión de Changez Khan (Genghis Khan) emigra desde su hogar en Kesh cerca de Samarcanda a Balkah. Saif-ud-Din era un jefe de Hazara. Shams-ud-Din. Altamish el imperio de Delhi los acogió en su país. Dio cobijo a los príncipes desalojados artesanos, eruditos y nobles ricos. Saifuddin estaba entre ellos. Corría el año 1226 de la era cristiana. En 1230, se le concedió un feudo en el distrito de Patiali (en el distrito de Etah del actual Uttar Pradesh).
Amir Saif-ud-Din se casa con Bibi Daulat Naz, con quien tiene cuatro hijos, tres hijos y una hija. Amir Khusro fue uno de ellos nacido en el año 1252-53 en Patiyali ( Hazrat Amir khusro Nagar ). Su padre Saif-ud-Din muere en el año 1260.
Khusro era un niño inteligente. La poesía le llegó a la temprana edad de ocho años. Luego de la muerte de su padre, vino a Delhi a la casa de su abuelo (materno) Imadul Mulk (Rawat Arz). Creció bajo el cuidado de su abuelo. Cuando Amir Khusro tenía 20 años de edad, su abuelo que tenía 113 años muere en el año 1271.
Profundamente entristecido por este suceso, se desesperó por encontrar algún sentido y propósito a su vida. Se alistó como soldado en el ejército de Malik Chajju, sobrino del sultán Balban. Esto, a su vez, atrajo la atención de la Asamblea de la Corte Real hacia su poesía, donde fue muy honrado. Su devota madre le educó y poco se sabe de su madre Hazrat Bibi Daulat Naz, pero sin duda fue una inspiración para él durante toda su vida.
Entonces una doble tragedia le golpeó cuando tenía cuarenta y siete años (1298 d. C.) y estaba en la cresta de la ola de su carrera. Su amada madre y su hermano murieron.
Lloró como un niño y dijo:
"Un doble resplandor abandonó mi estrella este año
Mi hermano y mi madre han partido,
Mis dos lunas llenas se han puesto y han dejado de brillar
En una corta semana por esta mala suerte mía.
El homenaje de Khusro a su madre al morir fue:
"Dondequiera que se encuentre el polvo de tus pies (de tu madre) es para mí como una reliquia del Paraiso".
A pesar de toda esta tragedia,Khusro enterró su pena en el poder del verso y la melodía. Bughra Khan hijo de Balban fue invitado a escuchar a Amir Khusro. Quedó tan encantado que le otorgó innumerables monedas de oro. El premio perjudicó las relaciones con su maestro Chajju Khan. Khusro le abandonó y se fue con su nuevo patrón Bughra Khan, donde sirvió durante cuatro años y alcanzó la fama. En 677 d. C./1277 d. C. Bughra Khan fue nombrado entonces gobernante de Bengala, pero el emir Khusro decidió regresar a Delhi.
El hijo mayor Khan, Mohd de Balban (que estaba en Multan) llegó a Delhi. Cuando oyó hablar de Amir Khusro lo invitó a su corte. Finalmente, Amir Khusro le acompañó a Multan en 679 d. C./1279 d. C. Multan era en aquel periodo la puerta de entrada a la India y un centro de conocimiento y aprendizaje. Las caravanas de eruditos, comerciantes y emisarios transitaban desde Bagdad, Arabia e Irán hasta Delhi a través de Multan. Amir Khusro dice que:
"Me até el cinturón del servicio a la cintura y me puse la gorra del compañerismo durante otros cinco años. Imprimí lustre al agua de Multan desde el océano de mi ingenio y complacencia".
Amir Khusro y otro poeta Amir Hassan Sijzi fueron felices bajo el patrocinio de Mohd de Balban. Amir Hasan Sijzi era dos años más joven que Amir Khusro. Ambos estaban en compañía del célebre historiador Hazrat Moulana Ziauddin Barni, escritor de "Tareekh-e-Ferozshahi". La obra se terminó treinta y un años después de la muerte de Amir Khusro. Su santuario se encuentra al sur del santuario de Hazrat Amir Khusro en Nizamuddin (Delhi).
En el año 683A.H./1283A.D Jinar Khan un mongol, invadió la India. Khan Mohd su patrón fue asesinado en batalla tratando de detener la invasión. El profundo dolor del valiente príncipe Khan Mohd permaneció para siempre en su corazón. Escribió las dos elegías (poemas dolorosos) del príncipe Khan Mohd describiéndolo como el ser humano más generoso, valiente y bueno. A la edad de ochenta años, el rey Balban llamó a su segundo hijo Bughra Khan desde Bengala, pero éste se negó a volver a Delhi. Después de la muerte del rey Balban, su nieto Kikabad fue nombrado rey de Delhi a la edad de 17 años. Khusro permaneció a su servicio durante dos años (686 a 687 d. C./1286 a 1287 d. C.).
Tras la muerte de Kikabad, un soldado turco Jalaluddin Khilji tomó el poder y se convirtió en el rey. Era poeta y amaba a los poetas. Khusro era muy honrado y respetado en su Darbar y era conocido como "AMIR KHUSRO". Fue nombrado secretario del Rey "Mushaf-Dar". Su estatus fue elevado a "Amarat". La vida en el Darbar hizo que Amir Khusro se centrara más en las obras literarias. Los Ghazals de Khusro que compuso en rápida sucesión fueron musicalizados y cantados por muchachas cantoras cada noche ante el Rey Jalaluddin Khilji. Amir Khusro fue recompensado más allá de lo esperado y fue reconocido en un verso siguiente. 
"El Rey del mundo Jalal uddin, en recompensa por el infinito dolor que me costó componer versos, me concedió un tesoro de riqueza inimaginable".
El rey Khilji fue un valiente soldado y un hábil administrador. Expandió su Imperio y ganó cuatro batallas en un año. Gobernó durante 6 años, desde 689A.H/1289A.D hasta 695A.H/1295A.D. Fue asesinado por los hombres de Allauddin Khilji, su sobrino y yerno. Allauddin Khilji ascendió entonces al trono de Delhi el 22 de Zilhaj de 695A.H/1295A.D.
Amir Khusro escribió un breve Masnavi autobiográfico titulado "Shah Name mun", sobre la vida de Allauddin. Amir Khusro fue de los pocos notables que bendijo a Allauddin Khilji.
Alauddin Khilji fue uno de los grandes gobernantes de la India en el imperio del Sultanato de Delhi. Era un hombre fuerte, duro por naturaleza, valiente y un soldado inteligente. Expandió su imperio a Deccan en el sur y lejos hacia el este y el oeste de la India. Gobernó durante veintiún años. Hazrat Amir Khusro disfrutó de su patrocinio y desarrolló gran parte de sus obras. Amir Khusro en su libro "Khazinatul-Futuh" (los tesoros de la victoria) escribió sobre los trabajos de construcción de Allauddin, guerras, paz y seguridad, servicios administrativos.
Más adelante, en otra obra poética, el masnavi "Matta-ul-Anwaar" (Fuente de luz) constaba de 3310 versos (completados en 15 días) y tenía como tema el "Amor a Dios". El segundo masnavi, "Shireen", constaba de 4000 versos. El tercer Masnavi "Laila Majnu" historia de Laila y Majnu y su romance. El cuarto masnavi voluminoso era "Aina-e-Sikandari" tenía 4500 versos relacionados con las hazañas heroicas de Alejandro Magno. El quinto Masnavi fue "Hasht Bahisht" relacionado con los acontecimientos del Rey Bahram Gaur.
Todas estas obras hicieron de Amir Khusro una luminaria destacada en el mundo poético. El rey Allauddin Khilji quedó muy complacido con sus obras y lo recompensó generosamente.
Tras la muerte de Alauddin Khilji, su hijo Qutubuddin Mukarak Shah se convirtió en rey. Amir Khusro escribió un Masnavi sobre Mubarak Shah titulado "Nahsi Pahar" (Nueve cielos), una poesía histórica que relata los acontecimientos de Mubarak Shah. Clasificó su poesía en nueve capítulos, cada parte considerada como un cielo. En el tercer capítulo escribió sobre la India y su entorno, la atmósfera y las estaciones, las flores, sus variedades, su belleza y fragancias, el gorjeo de los pájaros y su colorida alegría, el mundo animal, la educación y las ciencias, la ideología y las religiones de la India, las lenguas habladas y sus zonas, etc.
Esto demuestra lo patriota que era Khusro con su patria y el profundo conocimiento que tenía de ella. Escribió otro voluminoso libro en el período de Qutubuddin Mubarak Shah con el nombre "Ejaze Khusravi", el libro constaba de cinco volúmenes. Por lo tanto, reflejaba el océano de conocimientos y erudición de Amir Khusro.
Después de Mubarak Shah, Ghyasuddin Tughlaq subió al trono. Amir Khusro escribió un Masnavi histórico "Nombre de Tughlaq" sobre él.
Así, todos los reyes de su época honraron a Amir Khusro como la joya de su corona. Se sentían orgullosos de su escritura. En total Amir Khusro sirvió bajo siete sultanes. También fue astrónomo y astrólogo. Cuando nació el hijo de Qutubuddin Mubarak Shah, preparó el horóscopo del niño donde se hacían ciertas predicciones. Este horóscopo está incluido en el Masnavi "Saqiana". En 1321 Mubarak Khilji (a veces escrito "Mubarak Khalji") fue asesinado y Ghiyath al-Din Tughluq llegó al poder.
Khusro comenzó a escribir el Tughluqnama. En 1325, el sultán Muhammad bin Tughluq subió al poder.
El 3 de abril de 1325 murió Hazrat Nizamuddin Auliya, y seis meses después también lo hizo Hazrat Amir Khusrow. La tumba de Khusrow se encuentra junto a la de su maestro en el Nizamuddin Dargah de Delhi.

### Khusrow el poeta real

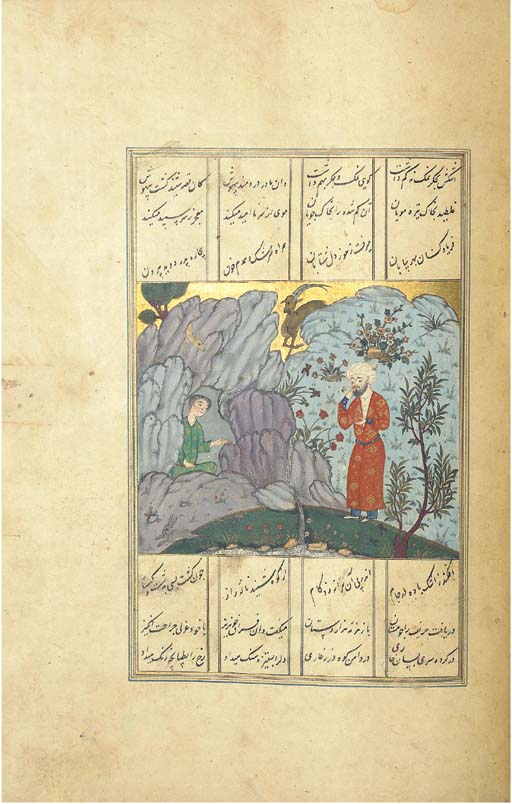
Manuscrito ilustrado de uno de los poemas de Amir Khusrau.

Khusrow fue un prolífico poeta clásico asociado a las cortes reales de más de siete gobernantes del Sultanato de Delhi. Todavía hoy es querido y respetado en India, Pakistán y por los amantes de la Poesía y la música sufí de todo el mundo. Con tantas adivinanzas, canciones y leyendas juguetonas que se le atribuyen. A través de su enorme producción literaria y su legendaria personalidad popular, Khusrow representa uno de los primeros personajes indios (de los que se tiene constancia) con una verdadera identidad multicultural o pluralista.Unir a la humanidad a través del poder de la Poesía, la Música y la Danza.

### La lengua urdu y su desarrollo
Amir Khusrow fue el autor de una Khamsa que emulaba la del anterior poeta de epopeyas persas Nizami Ganjavi. Su obra fue considerada uno de los grandes clásicos de la poesía persa durante el periodo de la Timúrida en Transoxiana.
Escribió principalmente en Persa y Hindustani.  También escribió una balada de guerra en punjabi. Además, hablaba árabe y sánscrito. Su poesía se sigue cantando hoy en día en los santuarios sufíes de todo Pakistán e India.

## Amir Khusrow y los orígenes de la Sitar y la Tabla
El genio de Amir Khusro como músico habla por sí solo, ya que es el responsable de la invención de la tabla'. El término tabla deriva de una palabra árabe, tabl, que significa simplemente "tambor". Junto con la invención del sitar, el gran laúd. Debe su nombre a un instrumento persa llamado setar (que significa "tres cuerdas"). El instrumento parece descender de laúdes de cuello largo llevados a la India desde Asia Central. Los primeros instrumentos prototipo se inventaron durante el periodo del sultanato de Delhi, en los siglos XIII y XIV, cuando los mecenas persas de la música y la poesía fomentaron la innovación en el arte indio. El sitar floreció en los siglos XVI y XVII y alcanzó su forma actual en el siglo XVIII. Hoy es el instrumento dominante en la música indostaní. Ambos instrumentos son la base del patrimonio musical clásico de la India.
El desarrollo de la Tabla se originó en la necesidad de tener un tambor que pudiera tocarse desde arriba en posición sentada para permitir estructuras rítmicas más complejas que se requerían para el nuevo estilo vocal Sufi indio de canto y Zikr. Al mismo tiempo, complementaba las complejas melodías de la primera Sitar que componía Khusro. La Tabla utiliza una técnica de "percusión compleja con las puntas de los dedos y las manos" que se toca desde arriba, a diferencia del Pakhawaj y el mridangam que utilizan principalmente la palma de la mano entera y se mueven lateralmente y son más limitados en términos de complejidad sonora.

## Ejemplo de poema de Khusrow
Amir Khusrow, una vez pronunció una famosa copla sobre Cachemira. 
"Gar firdaus bar roo-e zameen ast,
Hameen ast-o hameen ast-o hameen ast "
Ello significa, si existe un paraíso sobre la Tierra, éste es, este es, es este.

## Obras

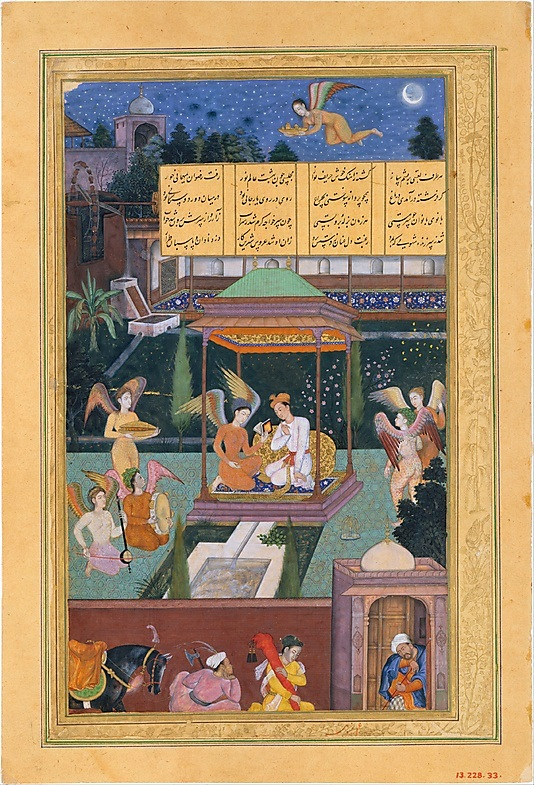
Mughal página ilustrada del Hasht-Bihisht, Metropolitan Museum of Art.

- Tuhfa-tus-Sighr (Ofrenda de un menor) su primer recopilación, contiene poemas compuestos entre los 16 y 19 años de edad
- Wastul-Hayat (El medio de la vida) su segunda recopilación, contiene poemas compuestos en la cúspide de su carrera como poeta
- Ghurratul-Kamaal (La cima de la Perfección) poemas compuestos entre la edad de 34 a 43 años
- Baqia-Naqia (El resto/La Miscelánea) compilado a la edad de 64 años
- Qissa Chahar Darvesh El cuento de los cuatro derviches
- Nihayatul-Kamaal (La cima de las Maravillas) compilado probablemente pocas semanas antes de su muerte.
- Qiran-us-Sa’dain (Reunión de dos estrellas auspiciosas) Mathnavi sobre el encuentro histórico de Bughra Khan y su hijo Kyqbad luego de una prolongada enemistad (1289)
- Miftah-ul-Futooh (La clave de las victorias) para resaltar las victorias de Jalaluddin Firuz Khilji (1291)
- Ishqia/Mathnavi Duval Rani-Khizr Khan (Romance de Duval Rani y Khizr Khan) un poema de amor trágico sobre la princesa Duval de Gujarat y Khizr el hijo de Alauddin Khizr (1316)
- Noh Sepehr  Mathnavi. (Mathnavi de los Nueve Cielos) Los comentarios de Khusrau sobre India y su cultura (1318)
- Tarikh-i-Alai ('Times of Alai'- Alauddin Khilji)
- Tughluq Nama (El Libro de los Tughluqs) en prosa (1320)
- Khamsa-e-Nizami (Khamsa-e-Khusrau) cinco romances clásicos: Hasht-Bahisht, Matlaul-Anwar, Sheerin-Khusrau, Majnun-Laila y Aaina-Sikandari
- Ejaaz-e-Khusrovi (Los Milagros de Khusrau) una colección de prosa compilada por el mismo Kushrow
- Khazain-ul-Futooh (Los Tesoros de las Victorias) uno de sus libros más controvertidos, en prosa (1311–12)
- Afzal-ul-Fawaid utterances de Nizamuddin Auliya
- Ḳhāliq Bārī  un glosario en verso de palabras persas, árabes y hindavi y frases a menudo atribuidas a Amir Khusrau.  Ḥāfiz Maḥmūd Shīrānī sostiene que el mismo fue escrito en 1622 en Gwalior por Ẓiyā ud-Dīn Ḳhusrau.[23]
- Jawahar-e- Khusrovi often dubbed as the Hindawi divan of Khusrau